# Catharina van Durbuy
Catharina van Durbuy (geboren vor 1280; gestorben 26. September 1328) war eine niederländische Adelige. Sie wurde fälschlich als Mätresse von  Floris V., Graf von Holland bezeichnet.

## Leben
Catharina van Durbuy war die zweite Tochter von Gerard von Luxemburg, Herr von Durbuy (1223–1298 oder 1303), und Mechthilde von Kleve (gestorben 1304). Ihr Geburtsjahr ist unbekannt, ebenso wie sie aufwuchs. Sie kam im Jahr 1280 nach Voorne kam, als sie Albert van Voorne heiratete. Albert van Voorne war Herr eines eher kleinen, aber unabhängigen Gebiets und Berater des Grafen von Holland. Als Vizegraf von Zeeland vertrat er auch die gräfliche Autorität in Zeeland. Catherines Eltern gaben ihr eine Mitgift von tausend Pfund, eine Summe, die offenbar so hoch war, dass sie in jährlichen Raten zurückgezahlt werden musste. Als Albert 1287 starb, war die Gesamtsumme noch nicht bezahlt. Catharina blieb mit drei heranwachsenden Söhnen zurück: Gerard, Hendrik und Zweder. Da der älteste Sohn Gerard zu diesem Zeitpunkt noch ein Kind war, übernahm Catharina die Leitung der Herrschaft selbst. Aus Urkunden, die sie ausgestellt hat, geht hervor, dass sie unabhängig handelte und in einigen Fällen sogar als Vormund im Namen ihres Sohnes tätig war, bis er 1296 volljährig wurde und die Verwaltung der Herrschaft selbst übernahm. Zeitweise trug sie auch den Titel „Vicomtesse von Zeeland“, es ist jedoch nicht klar, ob sie auch die damit verbundenen Aufgaben übernahm.
Floris V. schenkte Catharina van Durbuy die Herrschaft Teylingen unter der Bedingung, dass sie sie im Falle einer erneuten Heirat zurückgeben würde. Sie heiratete 1297 Wolfert van Borseln (gest. 1299), die Herrschaft blieb auch nach der Heirat in ihrem Besitz. Dies lag auch daran, dass Wolfert in seiner Funktion als Vormund von Floris‘ Sohn, dem jungen Grafen Johann I., die Grafschaft de facto kontrollierte. Durch die Heirat wurde auch die Machtposition Wolfert van Borssele noch weiter gestärkt, zumal fast zeitgleich eine Ehe zwischen Gerard van Voorne und Wolferts Tochter Heilwich geschlossen wurde. Wolferts Usurpation der Macht des Grafen machte ihn zu einem verhassten Mann und fand 1299 bei einem Lynchmord in Delft ihr Ende. Catharina wurde Zeugin der Ermordung ihres Mannes und konnte sich nur mit Mühe in Sicherheit bringen. Für den Rest ihres Lebens nannte sie sich „Herrin von Voorne und Teylingen“, wobei sie manchmal den Titel „van Zandenburg“ hinzufügte, der sich auf die Besitztümer der Familie Van Borssele bezieht.
Viele Informationen über das Leben von Catharina van Durbuy lassen sich über Verwaltungsdokumente und Urkunden rekonstruieren. Diese geben jedoch wenig Einblick in ihr Werk und ihre Tätigkeiten, oder ihre Person. Jedoch beschreibt ein Zeitgenosse, Willem Procurator, in seiner Chronik sie als eine „sehr schöne Frau“. Diese Beschreibung vermutlich in Kombination mit der Schenkung der Herrschaft Teylingen durch den Grafen Floris V. führte wohl in der Geschichtsschreibung zu der Ansicht, dass Catharina van Durbuy eine amouröse Beziehung zu ihm unterhalten habe. So ging Robert Fruin im Jahr 1902 davon aus, dass die Schenkung des Grafen dazu dienen sollte, Catharina ein Leben in der Nähe seines geliebten Wohnsitzes in Vogelenzang zu ermöglichen. Henri Obreen beschrieb sie einige Jahre später als „eine gute Freundin“ des niederländischen Grafen, das Gerücht über einen gemeinsamen Sohn aus der Beziehung bezeichnete er allerdings als reine Fantasie. Und 1996 schrieb Jan van Herwaarden, dass Catharina „höchstwahrscheinlich“ eine Freundin von Floris war, und nahm erneut an, dass sie dem Grafen in Teylingen nahestand. Ob Catharina tatsächlich in Teylingen geblieben ist, ist allerdings völlig ungewiss. Darüber hinaus war der  Graf von Holland in dieser Zeit häufig unterwegs in seiner Grafschaft. Seine Schenkung der Teylingen-Güter lässt sich vielleicht besser durch das Interesse des Grafen von Holland an einem guten Verhältnis zur Familie Voorne erklären, die schließlich die Vermittlerrolle zwischen dem Grafen und dem seeländischen Adel innehatte, der stets zu Aufständen neigte.
Das sie oft als Mätresse des Grafen angesehen wird, passt nicht zu der Tatsache, dass Catharina van Durbuy in erster Linie eine bedeutende Adlige war, die sich aufgrund der Umstände gezwungen war, unabhängig zu handeln, und zwar nicht nur in Voorne, sondern auch in Bezug auf ihre anderen Besitztümer. Vor allem aus diesem Grund erinnerte sich der bereits erwähnte Willem Procurator bei ihrem Tod im Herbst 1328 an sie als eine „Frau von außerordentlichem Ruhm in diesem Land“. Es ist nicht bekannt, wo sie begraben ist.